# 莫氏管肩魚
莫氏管肩魚，為管肩魚科的其中一種，為深海魚類，分布於東大西洋冰島到幾內亞灣南部；西大西洋蘇利南與法屬圭亞那外海海域，深度400-1200公尺，體長可達20公分，棲息在底中層水域，生活習性不明。

## 扩展阅读
維基物種上的相關：莫氏管肩魚